# Richard Verschoor

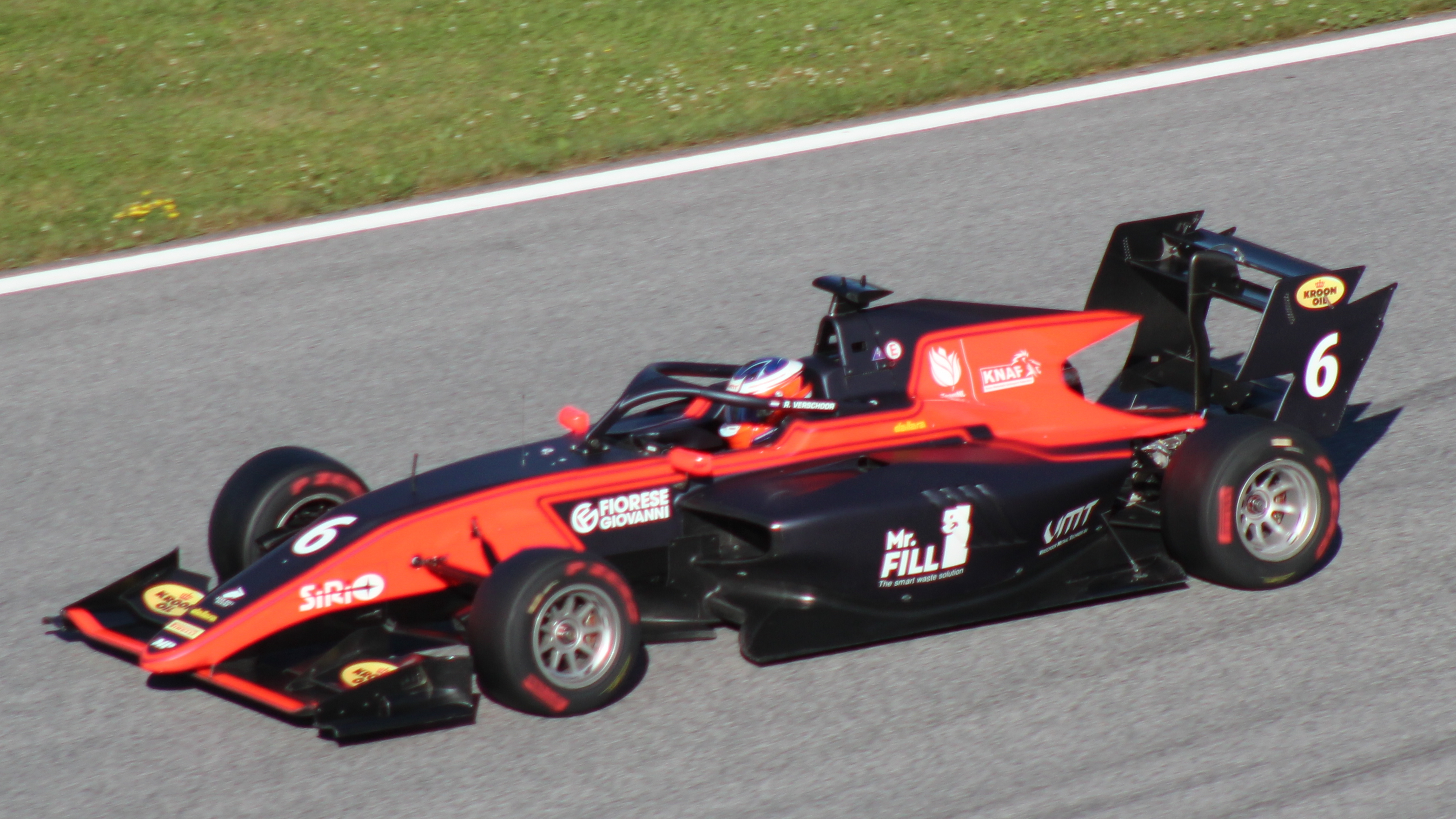
Richard Verschoor beim Formel-3-Rennen am Red Bull Ring 2019

Richard Bastian Verschoor (* 16. Dezember 2000) ist ein niederländischer Automobilrennfahrer, der 2021 in der FIA-Formel-2-Meisterschaft für MP Motorsport antritt.

## Karriere
Richard Verschoor begann seine Karriere 2011 im Kartsport, wo er 2014 die FIA Academy Trophy gewann. 2014 wurde er Zweiter in der Rotax Euro Challenge und 2015 gewann er die Deutsche Kartmeisterschaft.

### Formelsport
2016 stieg Verschoor in der Nordeuropäische Formel-4-Meisterschaft auf, wo er sich mit zehn Siegen auf Anhieb den Titel holte und ins Red-Bull-Förderprogramm aufgenommen wurde.
In der Saison 2017 startete Verschoor in der Formel Renault Eurocup. Da er die Saison als Neunter abschloss, wurde er von dem Förderprogramm ausgeschlossen.
2018 startete er ab Runde sechs in der GP3-Serie FIA-Formel-3-Meisterschaft für MP Motorsport, wo er Dorian Boccolacci ersetzte. Verschoor beendete diese Saison mit 30 Punkten auf dem 15. Platz. Im Jahr 2019 startete Verschoor in der Formel 3 wieder mit MP Motorsport, beendete die Saison mit 34 Punkten als Gesamt-13. und gewann den Macau Grand Prix. 2020 ging Verschoor zum dritten Mal in der Formel 3 an den Start und schloss die Saison mit einem Podium und 69 Punkten auf dem neunten Platz ab.
Zur Saison 2021 wechselte Richard Verschoor in die FIA-Formel-2-Meisterschaft und geht weiterhin für MP Motorsport an den Start. Er beendete die Saison mit einem Sprintsieg auf dem elften Platz mit 56 Punkten.
2022 startete er erneut in der Serie. Es erfolgte ein Wechsel zu Trident. Er beendete die Saison mit 101 Punkten und einem Sprintsieg auf dem elften Platz.
2023 startete er erneut in der Serie. Die Saison beendete Verschoor mit einem Rennsieg und 108 Punkten auf dem zwölften Platz.
2024 startete er zum vierten Jahr in Folge in der Serie mit Trident. Er beendete die Saison auf dem achten Platz mit 106 Punkten und einem Rennsieg.
2025 startet der Niederländer erneut in der Formel 2 mit dem Rennstall MP Motorsport